# Војна тактика
Војна тактика, наука и вештина организовања војске, представља скуп техника за коришћење војних јединица за борбу против, и и наношење пораза непријатељу у бици. Промене до којих је временом дошло у филозофији и технологији су се рефлектовале на промене у војној тактици. По модерном схватању, тактика је по структури најнижи од три нивоа планирања. Највиши ниво планирања је стратегија, која се бави питањем како се сила претвара у политичке циљеве, или специфичније, како се повезују циљеви и средства вођења рата. Операциони ниво се налази на средини, и он се бави формацијама јединица. У свакодневном речнику, „тактичке“ одлуке су оне које се доносе како би се постигао најбољи тренутни исход, док су „стратешке“ оне одлуке које се доносе да би се постигао најбољи укупни (дугорочни) исход, невезано за тренутни исход.

## Тактичке функције

### Мобилност
Мобилност, која одређује колико брзо борбена снага може да се креће, била је током већег дела људске историје ограничена брзином војника пешака, чак и када су залихе носиле теретне животиње. Са овим ограничењем, већина армија није могла да путује више од 32 km (20 mi) дневно, осим ако не путује рекама. Само мали елементи снага као што су коњица или специјално обучене лаке трупе могу прекорачити ову границу. Ово ограничење тактичке мобилности остало је све до последњих година Првог светског рата, када је појава тенка довољно побољшала мобилност да омогући одлучујући тактички маневар. Упркос овом напретку, пуна тактичка мобилност није постигнута све до Другог светског рата када су оклопне и моторизоване формације постигле запажене успехе. Међутим, велики елементи војски из Другог светског рата остали су ослоњени на транспорт са коњском вучом, што је ограничавало тактичку мобилност унутар укупних снага. Тактичка мобилност може бити ограничена употребом препрека на терену, које често стварају војни инжењери.

## Развој током времена
Развој тактике је укључивао промену равнотеже између четири тактичке функције од давнина, а промене у ватреној моћи и покретљивости биле су фундаменталне за ове промене. Предложени су различити модели да се објасни интеракција између тактичких функција и доминације појединачних борбених оруђа у различитим периодима. Џ. Ф. К. Фулер је предложио три „тактичка циклуса“ у свакој од класичних и хришћанских ера. За последњу епоху, он је предложио циклус „шока“ између 650. и 1450. године, циклус „удара и пројектила“ 1450–1850 и циклус „пројектила“ из 1850. године, у контексту ратовања Запада и Северне Америке. Током Другог светског рата, Том Винтрингем је предложио шест хронолошких периода, који смењују доминацију између неоклопних и оклопних снага и истичу тактичке трендове у сваком периоду.
| Период                                                                                 | Доминантна борбена формација                                                                                | Тактички трендови |
| -------------------------------------------------------------------------------------- | --- | --- |
| Први неоклопни период (до Битке код Платеје (479 пне))                                 | Нема – пешадија и коњица имају релативно ниску кинетичку снагу, бојна кола пружају меру ударне акције       | Египатске, персијске и грчке војске постају боље организоване и опремљене                                                         |
| Први оклопни период (до Битке код Хадријанопоља (378)                                  | Пешадија – фаланга и римска легија, експериментисање са слоновима за ударне акције само ограниченог успеха. | Војске и жртве се значајно повећавају, увођење опсадне и теренске артиљерије од стране Римљана                                    |
| Други неоклопни период (до победе Карла Великог код Павије (774))                      | Лака коњица – коњски стрелци и ударна акција поражава пешадију                                              | Мобилност доминира док је не провери оклопном коњицом                                                                             |
| Други оклопни период (до битака код Моргартена (1315), Кресија (1346) и Равене (1512)) | Тешка коњица – олакшана увођењем узенгија и оклопа                                                          | Трошкови ограничавају бројност оклопне коњице, швајцарска пешадија наоружана хелебардама и енглески стреличари ребалансирају вагу |
| Трећи неоклопни период (до Битке код Камбреја (1917)                                   | Пешадија – са стално растућом ватреном моћи                                                                 | Комбиновано оружје, са артиљеријском ватреном моћи која постаје доминантна                                                        |
| Трећи оклопни период (до данашњице)                                                    | Оклопне снаге враћају мобилност                                                                             | Оклопно комбиновано наоружање супротстављено војним авионима и пешадијским противоклопним оружјем                                 |

Масовна ватра стрелаца довела је пешадију до изражаја у јапанском ратовању у другој половини 13. века, што је претходило успону енглеског стрелца са дугим луком. Мобилност и ударна акција ојратске монголске војске у Бици код Тумуа 1449. показали су да коњица још увек може да победи велику пешадију. У европској и у оријенталној традицији ратовања, појава барута током касног средњовековног и раног модерног периода створила је немилосрдни преокрет ка пешадијској ватреној моћи која је постала „одлучујућа, ако не и доминантна“ формација на бојном пољу, што је илустровано значајним утицајем масовних аркебузира у Бици код Нагашина 1575.

## Концепт
Војна тактика одговара на питања како најбоље распоредити и ангажовати снаге у малом обиму. Неке праксе се нису промениле од почетка ратовања: јуриш, заседе, окршаји, скретање бокова, извиђање, стварање и коришћење препрека и одбране, итд. Такође се није много променило коришћење терена за најбољу предност. Узвишења, реке, мочваре, превоји, тачке гушења и природни покривачи, могу се користити на више начина. Пре деветнаестог века, многе војне тактике биле су ограничене на разматрања о бојном пољу: како маневрисати јединицама током борбе на отвореном терену. Данас постоје специјализоване тактике за многе ситуације, на пример за обезбеђење просторије у згради.
Технолошке промене могу учинити постојеће тактике застарелим, а социолошке промене могу променити циљеве и методе ратовања, захтевајући нове тактике. Тактика дефинише како су војници наоружани и обучени. Тако технологија и друштво утичу на развој типова војника или ратника кроз историју: грчки хоплит, римски легионар, средњовековни витез, туркијско-монголски коњичи стрелац, кинески самостреличар или ваздушна коњица. Сваки од њих – ограничен својим оружјем, логистиком и друштвеним условима – другачије би користио бојно поље, али би обично тражио исте исходе користећи своју тактику. Први светски рат је довео до великих промена у тактици, јер је напредак технологије учинио претходну тактику бескорисном.
Тактика „сиве зоне” такође постаје све шира кориштена. То укључује „све, од дипломатије јаке руке и економске принуде, преко медијских манипулација и сајбер напада, до употребе паравојних и прокси снага“. Назив „сива зона“ потиче од двосмислености између одбране и напада, као и двосмислености између очувања мира и ратних напора.